# Tetracnemoidea brounii
Tetracnemoidea brounii är en stekelart som först beskrevs av Timberlake 1929.  Tetracnemoidea brounii ingår i släktet Tetracnemoidea och familjen sköldlussteklar. Inga underarter finns listade i Catalogue of Life.